# ミハイル・セルゲーエフ (1969年生の外交官)
ミハイル・アレクサンドロヴィチ・セルゲーエフ（ロシア語: Михаил Александрович Сергеев、英語: Mikhail Aleksandrovich Sergeev、1969年3月9日 - ）は、ロシア連邦の外交官。モスクワ国際関係大学出身。2018年9月より、在新潟総領事を務めている。

## 経歴
1993年、ロシア外務省付属モスクワ国際関係大学を卒業し、外務省に入省。
モスクワの本省勤務の後、1995年から1998年にかけて在新潟総領事館で副領事。
モスクワの本省勤務の後、2007年から2012年にかけて駐日大使館で奉職し、2012年から2013年にかけて在新潟総領事館で代理総領事。
2013年から2015年にかけてモスクワの本省領事局で奉職、うち2014年以降は領事副局長。
2015年から2018年にかけて駐日大使館で領事部長を務め、二度目の駐日大使館在勤中の2017年3月に一等参事官を拝命した。
2018年9月より在新潟総領事、在新潟総領事館での在外勤務はこれが三度目となる。